# DHK Zora Olomouc
Le DHK Zora Olomouc est un club sportif tchèque de handball féminin basé à Olomouc.

## Palmarès
compétitions nationales
- Vainqueur du Championnat de Tchécoslovaquie en 1967
  - Deuxième en 1961, 1968, 1973
- Vainqueur du Championnat de Tchéquie en 2003, 2004 et 2008